# Pongsakron Hanrattana
Pongsakron Hanrattana (thailändisch พงศกร หาญรัตนะ, * 21. April 2003) ist ein thailändischer Fußballspieler.

## Karriere
Pongsakron Hanrattana erlernte das Fußballspielen in der Jugendmannschaft von Buriram United. Hier unterschrieb er am 9. August 2022 auch seinen ersten Vertrag. Der Verein aus Buriram spielt in der ersten thailändischen Liga. Sein Erstligadebüt gab Pongsakron Hanrattana am 7. Mai 2023 (29. Spieltag) im Auswärtsspiel gegen den Ratchaburi FC. Bei dem 1:1-Unentschieden wurde er in der 66. Minute für Chitipat Tanklang eingewechselt. Am Ende der Saison feierte er mit Buriram die thailändische Meisterschaft. Am 20. Mai 2023 stand er mit Buriram im Endspiel des Thai League Cup. Das Finale wurde mit 2:0 gegen den Erstligisten BG Pathum United FC gewonnen. 2024 wurde er zum zweiten Mal mit Buriram Meister. Im Juli 2025 wechselte er auf Leihbasis nach Nakhon Ratchasima zum ebenfalls in der ersten Liga spielenden Nakhon Ratchasima FC.

## Erfolge
Buriram United
- Thailändischer Meister: 2022/23, 2023/24
- Thailändischer Ligapokalsieger: 2022/23

## Sonstiges
Pongsakron Hanrattana ist der Zwillingsbruder von Pontakron Hanrattana.